# Полупроводниково (статично) дисково устройство
Полупроводниково дисково устройство (на английски: Solid state drive, SSD) или статично дисково устройство е енергонезависима компютърна памет, основаваща се на технологията на флашпаметите. Те не съдържат подвижни механични части, за разлика от твърдите дискове (HDD), и това елиминира закъснението при четене на информация и повишава значително скоростите на работа.

## Етимология
Наименованието „solid state“ се дължи на историческото развитие в електрониката и означава, че като градивен материал е използван полупроводник (силиций), който заменя вакуумните електронни лампи.
В сравнение с електромеханичните твърди дискове, SSD дисковете обикновено са по-устойчиви на физически удари, работят безшумно и имат по-бързо време за достъп и по-ниска латентност. SSD дисковете съхраняват данни в полупроводникови клетки. От 2019 г. клетките могат да съдържат между 1 и 4 бита данни. SSD устройствата за съхранение се различават по своите свойства в зависимост от броя на битовете, съхранявани във всяка клетка, като еднобитовите клетки („Single Level Cells“ или „SLC“) обикновено са най-надеждният, издръжлив, бърз и скъп тип в сравнение с 2- и 3-битови клетки („Multi-Level Cells/MLC“ и „Triple-Level Cells/TLC“) и накрая четирибитови клетки („QLC“), които се използват за потребителски устройства, които не изискват такива екстремни свойства и са най-евтините за гигабайт от четирите. В допълнение, 3D XPoint паметта (продавана от Intel под марката Optane) съхранява данни чрез промяна на електрическото съпротивление на клетките, вместо да съхранява електрически заряди в клетките, а SSD, направени от RAM, могат да се използват за висока скорост, когато данните остават след захранване загуба не се изисква или може да използва захранване от батерията за запазване на данни, когато обичайният източник на захранване не е наличен. Хибридни устройства или хибридни твърдотелни устройства (SSHD), като например Fusion Drive на Apple, комбинират функции на SSD и твърди дискове в едно и също устройство, използвайки флаш памет и твърд диск, за да подобрят производителността на често достъпни данни. Bcache позволява да се постигне подобен ефект само в софтуера, като се използват комбинации от специални обикновени SSD и HDD.

## История

### Ранни статични дискове
Първите SSD-та възникват през 1950 г., в резултат на две основни технологии (феритна памет и кондензатори, използвани в режим на четене за съхранение на информация (CCROS)). Наричани от съвременниците си „спомагателни блокове памет“, те използват първоначално при разработката на първите компютри с електронни лампи. С въвеждането на по-евтините барабанни устройства за съхранение на информация използването им се преустановява. 
През 1970 и 1980 г. статични дискове се използват в едни от първите суперкомпютри на IBM, Amdahl и Cray. Тяхната употреба обаче е рядка, заради прекалено високата им цена. В края на 1970 г. General Instruments произвеждат електрически променлив ROM (EAROM), който се прилага в по-късната NAND флашпамет. През 1976 г. Dataram започва продажба на устройство, наречено Bulk Core, което предоставя до 2 MB за съхранение. През 1978 г. Texas Memory Systems въвежда 16 kB RAM статичен диск, използван от нефтени компании при обработка на сеизмични данни. На следващата година StorageTek разработва първия твърд диск с RAM.
Sharp PC-5000, представен през 1983 г., използва 128-килобайтови полупроводникови касети за запаметяване. През 1984 г. Tallgrass Technologies Corporation имат лентово устройство за съхранение на данни 40 MB и вградено полупроводниково дисково устройство 20 MB, като 20 MB модул може да се използва вместо твърд диск. През септември 1986 г. Santa Clara Systems представя BatRam, 4 мегабайтова система за съхранение на данни, която може да се разширява до 20 MB, като се използват 4 MB модули памет. Пакетът включва акумулаторна батерия, за да се запази съдържанието на чипа при липса на захранване. През 1987 г. EMC Corporation (EMC) навлиза на пазара на статични дискове с устройства, предназначени за пазара на мини-компютрите. Въпреки това, от 1993 EMC излиза от пазара на полупроводникови дискове.
Софтуерно базирани RAM дискове все още се използват от 2009 г., тъй като са много по-бързи от другите технологии, въпреки че консумират ресурси на процесора и 1 GB памет струва много повече. 

#### Флаш-базирани статични дискове
През 1983 г. Psion MC 400 Mobile Computer включва четири гнезда за преносима памет под формата на флаш-базирани полупроводникови дискове, използвайки същия вид карти флашпамет, използвани от Psion Series 3. Флаш модулите имат ограничението, че трябва да се преформатират изцяло, за да възстановят мястото от изтрити или променени файлове. Стари версии на файлове, които са били изтрити или променени, продължават да заемат място, докато модулът не бъде форматиран.
През 1991 г. SanDisk Corporation създава 20 MB полупроводниково дисково устройство, което се продава за $ 1000.
През 1994 г. STEC Inc. купува Cirrus Logic флаш контролер, което позволява на компанията да навлезе в бизнеса с флаш памет за потребителски електронни устройства. 
През 1995 г. M-Systems представя флаш-базирани полупроводникови дискове. Те имат предимството, че не се изискват батерии за поддържане на данните в паметта (изисквани от предходни системи), но не са били толкова бързи, колкото на решения, базирани на динамична памет. Оттогава статичните дискове се използват успешно като алтернатива на твърдите устройства от военните и в космическата промишленост, както и за други критични приложения. Те се прилагат заради тяхната способност да издържат на екстремни удари, вибрации и температурни разлики. 
През 1999 г. BiTMICRO прави редица нововъведения и съобщения за флаш-базирани статични дискове, включително и 18 GB 3,5-инчов. 
През 2007 г. Fusion-IO обяви PCIe-базирани SSD със 100 000 входно-изходни операции в секунда (IOPS) на производителността в една карта, с капацитет до 320 GB. 
На Cebit 2009 OCZ Technology демонстрираха 1 терабайт (TB) флаш SSD с PCI Express х 8 интерфейс. Той постига максимална скорост на запис от 654 MB/s и максимална скорост на четене от 712 MB/s. 
През декември 2009 г. Micron Technology обяви полупроводников диск с интерфейс SATA със скорост 6 гигабита в секунда (Gbit/s).

#### Корпоративни флашпамети
Корпоративните флашпамети (EFDs) са предназначени за приложения, изискващи висока I/O производителност (IOPS), надеждност, енергийна ефективност и най-вече безпроблемна работа. В повечето случаи един EFD е статичен диск с по-добри характеристики от тези, които обичайно се използват в преносимите компютри. Терминът се използва за първи път от EMC през януари 2008 г., за да им помогне да идентифицират производители на статични дискове, които ще предоставят продукти, отговарящи на тези по-високи стандарти. Няма стандартизационни органи, които контролират определянето на EFDs, така че всеки производител може твърди, че произвежда EFDs, но не е сигурно, че те действително отговарят на изискванията. 

## Архитектура и начин на работа
Ключовите компоненти на всеки статичен диск са контролерът и паметта за съхраняване на данни. Основният компонент на паметта е DRAM, като от 2009 г. се използва NAND памет.

### Контролер
Всеки полупроводников диск включва контролер, който управлява електрониката, необходима за свързване на NAND компонентите от паметта с хост компютъра. Контролерът представлява вграден микропроцесор, който изпълнява код на ниво фърмуер, което го прави един от най-важните фактори за бързодействието на дисковете. Някои от функциите на контролера са:
- Error-correcting code (ECC)
- Wear levelling
- Маркиране на лошите сектори
- Read scrubbing and read disturb management
- Кеш-памет
- Garbage collection
- Шифроване

Производителността на един статичен диск е пропорционална на количеството паралелни NAND чипове, използвани в устройството. Единичният NAND чип е относително бавен поради тесния (8/16 бита) асинхронен I/O интерфейс, както и с допълнителна висока латентност при основните I/O операции. Когато в един диск работят паралелно множество NAND устройства, честотата се мащабира и високата латентност може да се скрие, стига да има достатъчно чакащи операции и натоварването е разпределено по равно между различните устройства.

### Памет

#### Базирани на флашпамет
Повечето производители на статични дискове използват енергонезависима NAND флашпамет, заради по-ниската цена в сравнение с динамичната и способността ѝ да запазва данните си дори и без постоянен източник на енергия, което гарантира сигурност на данните дори и при внезапни изключвания на захранването. Пполупроводниковите дискове, базирани на флашпамет, са по-бавни от решенията с динамична памет, а някои по-ранни модели след продължителна употреба дори стават по-бавни от стандартните твърди дискове. Този проблем бе решен от контролери, появили се след 2009 г.

#### Базирани на динамична памет
Статичните дискове, базирани на променлива памет като DRAM се характеризират със свръх-бърз достъп до данните, най-често под 10 μs, и най-често се използват за ускоряване на приложения, които иначе биха пострадали от латентността на флаш-базираните статични или традиционните твърди дискове. Базираните на динамична памет полупроводникови дискове обикновено включват или вътрешна батерия, или външен адаптер за променлив и прав ток и системи за съхранение на архиви, за да може да се гарантира сигурността на данните когато не се подава захранване към диска от външни източници. Ако спре захранването, батерията ще го осигури докато цялата информация се копира от паметта с произволен достъп към резервно съхраняване. Когато бъде възстановено захранването, информацията се копира обратно към оперативната памет от резервното копие и статичния диск възстановява нормалната си работа (подобно на хибернацията при модерните операционни системи). Полупроводниковите дискове от този тип обикновено се комбинират с DRAM модули от същия тип, използвани при нормалните персонални компютри и сървъри, като те могат да се сменят с по-големи модули. Някои производители на статични дискове с динамична памет директно запояват чиповете към диска и не предвиждат тяхната смяна – такива са ZeusRAM, Aeon Drive и други.
Докато цените на динамична памет продължават да падат, цените на флашпаметите падат значително по-бързо. Точката, при която флаш става по-евтина от динамичната памет, е около 2004 г.

## Конфигурации
Размерът и формата на всяко устройство се дължат до голяма степен на размера и формата на компонентите, използвани за направата му. Традиционните твърди дискове са разработени на основата на въртящите се информационни носители, заедно с мотора (шпиндела) вътре в корпуса. В случай, че диска се състои от свързани по между си различни интегрални схеми посредством интерфейсен съединител, то формата на устройството (Размерната спецификация или типоразмерът) може да бъде всякаква, защото вече не се ограничава от формата на въртящите се вътрешни елементи. Някои статични дискове се произвеждат с по-големи шасита, като по този начин могат да бъдат монтирани на стелажи, където да бъдат подредени и използвани едновременно няколко подобни устройства. Това може да се постигне чрез свързването им с една обща шина в шасито и след това могат да бъдат ползвани с един общ съединител.
Най-често в практиката се прилагат дискове с 2,5-инчова размерна спецификация (най-често използвани при лаптопите). За настолните компютри със слот за 3,5-инчов диск се използва планка, към която се прикрепя по-малкото 2,5-инчово устройство. Други видове форми и размери на статичните устройства могат да бъдат открити при прилагането им в специфични корпоративни проекти. От 2014 г., mSATA и M.2 размерните спецификации също набират популярност, най-вече сферата на лаптопите.

### Стандартни форми за твърди дискове
Ползата от използването на популярните размерните спецификации като на твърдите устройства се изразява в удобството при свързването и монтирането им към останалия хардуер. Тези традиционни конфигурации се определят според съответната големина на въртящия се информационен носител при твърдите дискове, например, 5,25-инчов, 3,5-инчов, 2,5-инчов и 1,8-инчов, а не според размерите на корпуса на самото устройство.

### Стандартни размерните спецификации от тип карта
За устройства, при които физическите размери са от особена важност, като например ултрабуците или таблетите, се прилагат няколко по-компактни размерните спецификации, специално стандартизирани за флаш-базирани SSD дискове.
Размерната спецификация (типоразмер) mSATA използва физическите параметри на PCI Express Mini Card. Той е електрически съвместим със спецификацията на интерфейса PCI Express Mini Card, като същевременно изисква допълнителна връзка към хост контролер SATA през същия съединител.
Размерните спецификация М.2, преди време известен като Next Generation Form Factor (NGFF), е естествен преход от mSATA, използвайки неговото физическото оформление, ставайки по-лесен за използване и по-напреднала размерна спецификация. При създаването си mSATA постави началото при използването на подобна размерна спецификация и съединител, а М.2 е проектиран да максимизира използването на пространството на картата. Стандартът М.2 позволява както SATA, така и PCI Express статични дискове, да бъдат монтирани върху M.2 модули.

### Размерна спецификация (типоразмер) от тип диск-модул
Диск-модулът (на английски: Disk-on-a-module) представлява флаш устройство с памет, което има 40/44-пинов паралелен ATA (PATA) или SATA интерфейс, предназначен да бъде включен директно в дънната платка и по този начин се използва като обикновен твърд диск. Преобразувателят от флаш към IDE симулира работата на твърд диск, така че диск-модулите могат да бъдат ползвани без допълнителен софтуер или драйвери. Използват се най-често в областта на вградените системи (на английски: Embedded system), които често са внедрени в по-големи системи, подложени на тежки условия, където обикновените твърди дискове просто биха се повредили. Използват се също и при системи с по-малки размери, където компактният размер, ниската консумация на електрическа енергия и ниските нива на шум при функциониране са от голямо значение.
От 2010 г. насам капацитетите за съхранение на този тип размерна спецификация варират от 32 MB до 64 GB с различни вариации във физическото оформление, включително вертикално или хоризонтално разположение.

### Размерна спецификация от тип непокрита платка (Bare-board)
- Viking Technology SATA Cube и AMP SATA Bridge многослойно полупроводниково устройство.
- Полупроводниково устройство от Viking Technology, базирано на SATADIMM.
- Форма за полупроводниково устройство MO-297
- Полупроводниково устройство с контролер SATA.

Тази размерна спецификация се използва най-често за добавяне на модули с RAM памет. В последно време все по-често се добавят и статични устройства с тази размерна спецификация, възползвайки се от гъвкавостта на тази нова технология. Някои от тях включват PCIe, мини PCIe, мини-DIMM, MO-297, както и много други формати. Например SATADIMM платката от Viking Technology използва празен DDR3 DIMM слот на дънната платка, която осигурява захранването на статичен диск с отделен SATA конектор, за да осигури връзката на данните с компютъра. В резултат на това статичното устройство е лесно за инсталиране и с капацитет равен на дискове, които обикновено заемат гнездото за 2,5-инчово устройство. Друг пример е производителят Innodisk, който е произвел устройство, което се включва директно в SATA конектора (SATADOM) на дънната платка, без да е необходим захранващ кабел. Някои полупроводникови дискове са базирани на Размерната спецификация PCIe и свързват интерфейсите за данни и захранване чрез конектора PCIe към дънната платка. Тези устройства могат да използват или директен флаш контролер PCIe или контролер PCIe-to-SATA който след това се свързва със SATA флаш контролера.

### Размерна спецификация от тип „Решетъчен масив“ (Ball Grid Array)
В началото на 2000 г., няколко фирми въвеждат статичните дискове с форма на решетъчен масив. M-Systems (сега SanDisk) представят устройството DiskOnChip, Silicon Storage Technology, започват производство на своя NANDrive диск, а Memoright представят продукта си M1000. Всички тези устройства се отличават с ниска консумация на енергия, малък размер на чипа, който позволява ползването му в по-компактни системи, бидейки поставян директно върху дънната платка. Тази тяхна характеристика допринася за успешното им внедряване във вградените системи, където има рискове от повреди, причинени от вредни условия на работа като шум, вибрации и удари.

## Предимства
Предимства на полупроводниковите дискови устройства пред устройствата с твърд диск:
- значително по-бързи са – технологията им позволява да имат почти нулево време за търсене на „сектор“ с информация и много по-добри времена за запис и четене. Windows 10 стартира три до четири пъти по-бързо;
- липсата на движещи се механични части води до по-дълъг живот;
- четенето на данни не скъсява живота на устройството;
- имат много по-голяма плътност на единица площ (позволява създаването на малки по обем, но големи като капацитет дискове);
- по-издръжливи са на вибрации и механични смущения (удари, изпускания);
- използват доста по-малко енергия (поради липсата на механика);
- не се нагряват;
- напълно безшумни са;
- липсват вибрации при работа.

Много от предимствата ги правят подходящи за лаптопи, където ниската консумация и температура, малките размери и издръжливостта са от основно значение.

## Недостатъци
- На първо място – все още по-високата цена;
- имат ограничен брой записи, който обаче надхвърля издръжливостта на твърдите дискове.

Сегашните модели издържат при нормални условия до 20 години. Цената на гигабайт за полупроводниково дисково устройство от 2010 до 2012 г. е намаляла от 3 на 1 долар, или три пъти.
Вследствие на постоянното намаляване на цената, полупроводниковите дискови устройства се доближават, но все още остават по-скъпи от традиционните: един статичен диск с капацитет 300 – 600 GB към декември 2012 г. е два пъти по-скъп от 2,5-инчов твърди диск с 500 GB за лаптоп. В сегмента на бързите статични дискове цената на един бит към есента на 2014 г. практически е сравнима с тази при 2,5-инчовите твърди дискове от най-високо ниво със скорост на въртене на шпиндела 15 000 rpm (оборота в минута). Тези статични дискове ще станат по-евтини от споменатите твърди дискове още през 2016 г., а към 2025 г. се очаква и корпоративните статични да станат по-евтини от традиционните твърди дискове, прогнозира Toshiba.

## Приложения
До 2009 година, статичните устройства се използват главно там, където е необходимо скоростта на системата за запис да бъде възможно най-висока. С превръщането на флашпаметта в обичаен компонент за полупроводникови дискове, намаляването на цените и увеличаването на плътността на запис те стават все по-рентабилни и намират много други приложения. По-бързият достъп до данните е от полза за финансови дружества, телекомуникационни компании, показване и редактиране на поточно видео.

## Файлови системи
Статичните дискови устройства обикновено използват същите файлови системи, както и твърдите дискове. Необходимо е файловата система да поддържа командата TRIM, с която се обработват неупотребяваните данни. Някои видове флаш файлови системи (например F2FS, JFFS2) спомагат за намаляване на записа на информация върху статичен диск, особено когато се променя само много малък обем данни, например при актуализиране на файловата система или обработка на метаданни.
Следните файлови системи работят добре със статични дискове.

### Linux
Файлови системи като ext4, Btrfs, XFS, JFS включват поддръжка на функцията за изтриване (TRIM). Към ноември 2013 г. ext4 може да се препоръча като безопасен избор за файлова система. F2FS е модерна файлова система, оптимизирана за флаш-базирани дискове, и от техническа гледна точка е много-добър избор, но все още е в експериментална фаза.
Във версия 2.6.33 на ядрото на Linux от 24 февруари 2010 г. е въведена поддръжката на операцията TRIM. TRIM позволява на операционната система „да информира SSD диска кои блокове от данни вече не ce използват и могат да бъдат изтрити“. Без включена поддръжка за TRIM, скоростта на диска ce понижава c времето.

### Mac OS X
Mac OS X версиите след 10.6.8 (Snow Leopard) поддържат TRIM, но само когато се използват със закупен статичен диск от Apple. Има технологии, които дават възможност за активиране на TRIM в по-ранни версии на Mac OS X, макар че не е сигурно дали TRIM функционира правилно при версии преди 10.6.8. TRIM по принцип не е включен автоматично за тристранни дискове, въпреки че той може да бъде включен чрез използване на Trim Enabler.

### Microsoft Windows
Версиите на Microsoft Windows преди 7 не вземат никакви специални мерки за поддръжката на статични дискове. При Windows 7 стандартната NTFS файлова система осигурява TRIM поддръжка, докато при други файлови системи не поддържа TRIM.
По подразбиране, Windows 7, 8 и 8.1 изпълняват TRIM команди автоматично, ако устройството се разпознава автоматично, че е статичен диск. За да промените това поведение, в ключ на системния регистър HKEY_LOCAL_MACHINE \ SYSTEM \ CurrentControlSet \ Control \ FileSystem може да зададем стойност на DisableDeleteNotification да е 1, за предотврати драйвера за съхранение на данни от задаване на командата TRIM. Това може да бъде полезно в ситуации, при които възстановяването на данни се предпочита пред изравняването (в повечето случаи, TRIM нулира всичкото останало пространство).

### Windows 7, 8, и 8.1
Windows 7 има вградена поддръжка за статични дискове, като с подобно ниво на поддръжка са и Windows 8 и 8.1. Операционната система разпознава наличието на твърдотелно устройство и в съответствие оптимизира операцията. Windows забраняват дефрагментацията на статичните устройства, SuperFetch и ReadyBoost, като последните две са за време на зареждане и предварителното извличане на операции. Те също така включват поддръжка на командата TRIM, за да се намали работата на системата за почистване на паметта, която събира вече невалидните файлове. Без поддръжката на TRIM, статичното устройство няма да бъде наясно с тези данни и ще продължи да презаписва по време на работата на garbage collection докато той събира боклука, което допълнително причинява износване.

## Комерсиализация

### Наличност
Технологията за твърдотелно задвижване се предлага на военните и нишовите индустриални пазари от средата на 90-те години на миналия век.
Наред с нововъзникващия корпоративен пазар, SSD дисковете се появяват в ултрамобилните компютри и няколко леки лаптоп системи, което значително увеличава цената на лаптопа, в зависимост от капацитета, форм фактора и скоростите на трансфер. За приложения от нисък клас USB флаш устройство може да се получи за някъде от $10 до $100 или така, в зависимост от капацитета и скоростта; алтернативно, CompactFlash карта може да бъде сдвоена с CF-to-IDE или CF-to-SATA конвертор на подобна цена. Всяко от тях изисква да се управляват проблемите с издръжливостта на цикъла на запис или чрез въздържане от съхраняване на често записвани файлове на устройството или чрез използване на флаш файлова система. Стандартните карти CompactFlash обикновено имат скорост на запис от 7 до 15 MB/s, докато по-скъпите висококачествени карти заявяват скорост до 60 MB/s.
Първият компютър с флаш памет, базиран на SSD, който стана достъпен, беше Sony Vaio UX90, обявен за предварителна поръчка на 27 юни 2006 г. и започна да се доставя в Япония на 3 юли 2006 г. с 16 GB твърд диск с флаш памет. В края на септември 2006 г. Sony обнови SSD-то във Vaio UX90 до 32 GB.
Една от първите масови версии на SSD беше лаптопът XO, създаден като част от проекта One Laptop Per Child. Масовото производство на тези компютри, създадени за деца в развиващите се страни, започна през декември 2007 г. Тези машини използват 1024 MiB SLC NAND флаш като основно съхранение, което се счита за по-подходящо за по-тежки от нормалните условия, при които се очаква да бъдат използвани. Dell започна да доставя ултра-преносими лаптопи със SanDisk SSD на 26 април 2007 г. Asus пусна нетбука Eee PC на 16 октомври 2007 г. с 2, 4 или 8 гигабайта флаш памет. През 2008 г. двама производителя пуснаха ултратънките лаптопи с опции за SSD вместо необичаен 1,8-инчов твърд диск: това беше MacBook Air, пуснат от Apple на 31 януари, с опционален 64 GB SSD (цената на Apple Store беше $999 повече за тази опция, в сравнение с този на 80 GB 4200 RPM HDD), и Lenovo ThinkPad X300 с подобен 64 гигабайтов SSD, обявен през февруари 2008 г. и надстроен до 128 GB SSD опция на 26 август 2008 г., с пускането на модела ThinkPad X301 (надстройка, която добави приблизително $200 US).
През 2008 г. се появиха нетбуци от нисък клас със SSD. През 2009 г. SSD дисковете започнаха да се появяват в лаптопите.
На 14 януари 2008 г. EMC Corporation (EMC) стана първият доставчик на корпоративно хранилище, който доставя флаш-базирани SSD дискове в продуктовото си портфолио, когато обяви, че е избрала Zeus-IOPS SSD на STEC, Inc. за своите Symmetrix DMX системи. През 2008 г. Sun пусна Sun Storage 7000 Unified Storage Systems (с кодово име Amber Road), които използват както твърдотелни дискове, така и конвенционални твърди дискове, за да се възползват от скоростта, предлагана от SSD, както и от икономичността и капацитета, предлагани от конвенционалните твърди дискове.
Dell започна да предлага допълнителни 256 GB SSD устройства за избрани модели преносими компютри през януари 2009 г. През май 2009 г. Toshiba пусна лаптоп с 512 GB SSD.
От октомври 2010 г. MacBook Air на Apple използва твърдотелно устройство като стандарт. През декември 2010 г. OCZ RevoDrive X2 PCIe SSD беше наличен в капацитет от 100 GB до 960 GB, осигурявайки скорости над 740 MB/s последователни скорости и произволно записване на малки файлове до 120 000 IOPS.През ноември 2010 г. Fusion-io пусна своето най-ефективно SSD устройство, наречено ioDrive Octal, използващо интерфейс PCI-Express x16 Gen 2.0 с пространство за съхранение от 5,12 TB, скорост на четене от 6,0 GB/s, скорост на запис от 4,4 GB/s и ниска латентност от 30 микросекунди. Той има 1,19 M Read 512 байта IOPS и 1,18 M Write 512 байта IOPS
През 2011 г. станаха достъпни компютри, базирани на спецификациите на Intel Ultrabook. Тези спецификации диктуват, че Ultrabooks използва SSD. Това са устройства на потребителско ниво (за разлика от много предишни флаш предложения, насочени към корпоративни потребители) и представляват първите широкодостъпни потребителски компютри, използващи SSD дискове освен MacBook Air. На CES 2012, OCZ Technology демонстрира R4 CloudServ PCIe SSD, способни да достигнат скорост на трансфер от 6,5 GB/s и 1,4 милиона IOPS.Също така беше обявен Z-Drive R5, който се предлага с капацитет до 12 TB, способен да достигне скорост на трансфер от 7,2 GB/s и 2,52 милиона IOPS, използвайки PCI Express x16 Gen 3.0.
През декември 2013 г. Samsung представи и пусна първия в индустрията 1 TB mSATA SSD. През август 2015 г. Samsung обяви 16 TB SSD, по това време едно устройство за съхранение с най-висок капацитет в света от всякакъв тип.
Докато редица компании предлагат SSD устройства към 2018 г., само пет от компаниите, които ги предлагат, всъщност произвеждат Nand Flash устройствата, които са елемент за съхранение в SSD.

## Качество и производителност
Като цяло, производителността на всяко конкретно устройство може да варира значително при различни работни условия. Например, броят на паралелните нишки, които осъществяват достъп до устройството за съхранение, размерът на I/O блока и количеството оставащо свободно пространство могат драстично да променят производителността (т.е. скоростите на трансфер) на устройството.
SSD технологията се развива бързо. Повечето от измерванията на производителността, използвани на дискови устройства с въртящи се носители, се използват и на SSD. Производителността на базираните на флаш SSD дискове е трудно да се сравни поради широкия набор от възможни условия. В тест, извършен през 2010 г. от Xssist, използващ IOmeter, 4 kB произволно 70% четене/30% запис, дълбочина на опашката 4, IOPS, предоставен от Intel X25-E 64 GB G1, започна около 10 000 IOP и спадна рязко след 8 минути до 4000 IOPS и продължи да намалява постепенно през следващите 42 минути. IOPS варират между 3 000 и 4 000 от около 50 минути нататък за останалата част от 8+ часа тестов цикъл.